# Hydrovatus satanas
Hydrovatus satanas is een keversoort uit de familie waterroofkevers (Dytiscidae). De wetenschappelijke naam van de soort is voor het eerst geldig gepubliceerd in 1958 door Guignot.